# Leandro Daniel Somoza
Leandro Daniel Somoza (Buenos Aires, 26 de gener de 1981) és un futbolista argentí que ocupa la posició de migcampista.

## Trajectòria
Comença la seua carrera professional jugant al Vélez Sársfield el 2001. Hi roman cinc anys i és part important del Clausura 2005, que guanya el seu equip. L'any següent recala al Vila-real CF, de la primera divisió espanyola, amb qui juga 24 partits. La temporada 07/08 és cedit al Reial Betis.
La temporada temporada 08/09 hi retorna al Vélez Sársfield. Per una lesió es perdria el Clausura 2009, que hi va guanyar el seu equip.

## Selecció
Somoza ha jugat amb la selecció argentina en dues ocasions.

## Títols
- Clausura 2005
- Clausura 2009